# Marcin Błażewski
Marcin Błażewski, Marcin Błażowski (ur. na ziemi samborskiej, zm. ok. 1628) – polski pisarz, tłumacz i wydawca.
W 1606 przełożył na polski kontynuację Eneidy Wergiliusza – O Aeneaszu trojańskim księgę XIII Maffea Vegiusa.
W 1607 podczas rokoszu Zebrzydowskiego, opowiadając się po stronie króla Zygmunta III, napisał wierszowany traktat Tłumacz rokoszowy powiatu ruskiego. W 1608 wydał, oraz prawdopodobnie przetłumaczył, zbiór bajek Giovanniego Marii Verdizottiego Setnik przypowieści uciesznych.
W 1611 przełożył na polski O sprawach, dziejach i wszystkich innych potocznościach koronnych polskich ksiąg XXX – kronikę Marcina Kromera.